# Hobie Verhulst
Hobie Verhulst (Amsterdam, 2 april 1993) is een Nederlands voetballer die als doelman speelt. Hij verruilde medio 2020 Go Ahead Eagles voor AZ.

## Clubcarrière

### AZ
Verhulst maakte in 2004 de overstap van Kooger Football Club (KFC) naar de jeugdopleiding van AZ. In 2010 zat hij als reservedoelman bij de eerste selectie. Zo zat hij in het seizoen 2010/11 op de bank tijdens de Europa League-wedstrijden tegen Sheriff Tiraspol en BATE Borisov en tijdens verschillende duels in de Eredivisie. In 2013 werd Verhulst met Jong AZ kampioen van de Beloften Eerste Divisie. Tot speelminuten in het eerste elftal kwam het echter niet, waarop Verhulst in juli 2014 transfervrij vertrok naar MVV Maastricht.

### MVV Maastricht
Bij MVV Maastricht was de Amsterdammer tweede doelman achter Jo Coppens. Op 6 februari 2015 maakte Verhulst zijn debuut voor MVV Maastricht in een wedstrijd tegen Sparta Rotterdam. Hij verving bij aanvang van de tweede helft de geblesseerde doelman Coppens. Drie dagen later speelde hij tegen Jong FC Twente de volledige negentig minuten mee. Verhulst speelde in totaal drie wedstrijden voor MVV, waarin hij zes tegentreffers incasseerde.

### FC Volendam
Na één seizoen verruilde hij MVV Maastricht voor FC Volendam, waar hij eerste doelman werd. Hij speelde meer dan 100 wedstrijden voor de club en werd in het seizoen 2016/17 door de supporters verkozen tot speler van het seizoen. In de zomer van 2018 maakte hij de overstap naar Go Ahead Eagles.

### Go Ahead Eagles
Verhulst won een Bronzen schild als beste doelman van de eerste periode van de Keuken Kampioen Divisie 2018/19.

### Terug bij AZ
Hij verruilde in de zomer van 2020 Go Ahead voor zijn oude werkgever AZ. In zijn eerste seizoen was hij reseverkeeper van het eerste elftal achter Marco Bizot. Hij speelde wel twee wedstrijden door een schorsing van Bizot. Hij kwam viermaal uit voor Jong AZ in de Keuken Kampioen Divisie.
In de eerste helft van het seizoen 2022/2023 was Verhulst onbetwist de eerste keus onder de lat bij AZ, nadat hij het jaar ervoor nog Peter Vindahl voor zich moest dulden. In de winterstop haalden de Alkmaarders echter Matthew Ryan in huis, die vervolgens de voorkeur kreeg boven Verhulst. Sinds Ryan op 20 januari 2023 speelgerechtigd werd voor AZ, kwam Verhulst voor het restant van het seizoen niet meer tot speelminuten.

## Clubstatistieken
Beloften
| Seizoen                         | Land           | Competitie     | Competitie | Competitie |
| Seizoen                         | Land           | Competitie     | Wed.       | Dlp.       |
| ------------------------------- | -------------- | -------------- | ---------- | ---------- |
| 2020/21                         | Jong AZ        | Eerste divisie | 4          | 0          |
| 2021/22                         | Jong AZ        | Eerste divisie | 5          | 0          |
| Carrièretotaal                  | Carrièretotaal | Carrièretotaal | 9          | 0          |
| Bijgewerkt op 29 september 2022 |                |                |            |            |

Senioren
| Seizoen                        | Club            | Competitie      | Competitie | Competitie | Beker | Beker | Internationaal | Internationaal | Overig | Overig | Totaal | Totaal |
| Seizoen                        | Club            | Competitie      | Wed.       | Dlp.       | Wed.  | Dlp.  | Wed.           | Dlp.           | Wed.   | Dlp.   | Wed.   | Dlp.   |
| ------------------------------ | --------------- | --------------- | ---------- | ---------- | ----- | ----- | -------------- | -------------- | ------ | ------ | ------ | ------ |
| 2014/15                        | MVV Maastricht  | Eerste Divisie  | 3          | 0          | 0     | 0     | —              | —              | 0      | 0      | 3      | 0      |
| 2015/16                        | FC Volendam     | Eerste Divisie  | 32         | 0          | 1     | 0     | —              | —              | 2      | 0      | 35     | 0      |
| 2016/17                        | FC Volendam     | Eerste Divisie  | 37         | 0          | 4     | 0     | —              | —              | 2      | 0      | 43     | 0      |
| 2017/18                        | FC Volendam     | Eerste Divisie  | 38         | 0          | 2     | 0     | —              | —              | 2      | 0      | 40     | 0      |
| 2018/19                        | Go Ahead Eagles | Eerste Divisie  | 38         | 0          | 2     | 0     | —              | —              | 4      | 0      | 44     | 0      |
| 2019/20                        | Go Ahead Eagles | Eerste Divisie  | 29         | 0          | 2     | 0     | —              | —              | —      | —      | 31     | 0      |
| 2020/21                        | AZ              | Eredivisie      | 2          | 0          | 0     | 0     | 0              | 0              | 0      | 0      | 2      | 0      |
| 2021/22                        | AZ              | Eredivisie      | 2          | 0          | 0     | 0     | 2              | 0              | 0      | 0      | 4      | 0      |
| 2022/23                        | AZ              | Eredivisie      | 14         | 0          | 0     | 0     | 12             | 0              | 0      | 0      | 26     | 0      |
| Carrière totaal                | Carrière totaal | Carrière totaal | 195        | 0          | 11    | 0     | 14             | 0              | 10     | 0      | 230    | 0      |
| Bijgewerkt op 21 december 2022 |                 |                 |            |            |       |       |                |                |        |        |        |        |

1 Owusu-Oduro ·
3 Goes ·
4 Martins Indi  ·
5 Penetra ·
6 Koopmeiners ·
8 Clasie ·
9 Parrott ·
10 Mijnans ·
11 Sadiq ·
12 Verhulst ·
13 Westerveld ·
14 Belić ·
16 Maikuma ·
17 Addai ·
18 Møller Wolfe ·
21 Poku ·
22 Dekker ·
23 Lahdo ·
24 Schouten ·
26 Smit ·
28 Buurmeester ·
30 Kasius ·
31 Deen ·
34 De Wit ·
35 Meerdink ·
37 Daal ·
41 Zoet ·
Coach: Martens
· Assistent-trainer: Franssen
· Assistent-trainer: Goudmijn
· Assistent-trainer: Sierksma
· Keeperstrainer: Van Aart